# Campionati europei Under-20 1953 (hockey su pista)
I Campionati Europei Under-20 1953 sono stati la 1ª edizione dei campionati europei Under-20 di hockey su pista; la manifestazione venne disputata in Portogallo a Lisbona dal 12 al 15 dicembre 1953.

La competizione fu organizzata dalla Fédération Internationale de Roller Sports.

Il torneo fu vinto dalla nazionale portoghese per la 1ª volta nella sua storia.

## Nazionali partecipanti
- Belgio
- Francia
- Portogallo
- Spagna

## Svolgimento del torneo

### Risultati
| Lisbona dicembre 1953 | Belgio      | 1 – 8 | Francia | \| Arbitro: \| Artur Dyson \| |
| Arbitro:              | Artur Dyson |       |         |                               |

| Lisbona dicembre 1953 | Belgio | 1 – 16 | Spagna |  |

| Lisbona dicembre 1953 | Belgio | 2 – 16 | Portogallo |  |

| Lisbona dicembre 1953 | Francia | 0 – 3 | Spagna |  |

| Lisbona dicembre 1953 | Francia | 0 – 7 | Portogallo |  |

| Lisbona dicembre 1953 | Spagna    | 2 – 2 | Portogallo | \| Arbitro: \| Rossignol \| |
| Arbitro:              | Rossignol |       |            |                             |

### Classifica
|    | Squadra    | PT | G | V | N | P | GF | GS | Diff. |
| -- | ---------- | -- | - | - | - | - | -- | -- | ----- |
| 1. | Portogallo | 5  | 3 | 2 | 1 | 0 | 25 | 4  | +21   |
| 2. | Spagna     | 5  | 3 | 2 | 1 | 0 | 21 | 3  | +18   |
| 3. | Francia    | 2  | 3 | 1 | 0 | 2 | 8  | 11 | -3    |
| 4. | Belgio     | 0  | 3 | 0 | 0 | 3 | 4  | 40 | -36   |

### Finale 1º - 2º posto
| Lisbona dicembre 1953 | Portogallo | 4 – 0 | Spagna |  |

## Campioni
| Campione d'Europa Under-20 1953 |
| ------------------------------- |
| Portogallo 1º titolo            |